# James Chalke
James Grenville Chalke (* in Indien) ist ein britischer Schauspieler, Filmproduzent, Kampfkünstler und ehemaliger Soldat der United Kingdom Special Forces. Er wirkt überwiegend in US-amerikanischen Actionfilmen mit und verkörpert facettenreiche Charaktere, häufiger die Rolle des Antagonisten.

## Leben
Geboren in Indien wuchs Chalke in England auf. Er besuchte eine Schule in London, wo er auch einen College-Abschluss machte. Anschließend trat er den United Kingdom Special Forces bei und war überwiegend im Mittleren Osten stationiert. Nach seiner Militärlaufbahn machte er sich in der Unterhaltungsbranche im britischen Nachtleben selbstständig und war Besitzer von fünf Restaurants oder Nachtclubs. 1981 zog er in die Vereinigten Staaten, um seiner Leidenschaft, dem Schauspiel, nachzugehen. In Los Angeles nahm er Schauspielunterricht im Bereich Film und Theater. Um sich sein neues Leben finanzieren zu können, trainierte er zwischen 1992 und 1995 die ortsansässige Polizei des Reviers in Beverly Hills in Kampfkünsten.
Chalke debütierte 1993 in einer Nebenrolle in dem Spielfilm Gunmen – Hetzjagd durch den Dschungel. Er wirkte in vielen Filmen von und mit Dolph Lundgren mit wie 2004 in Retrograde – Krieg auf dem Eisplaneten und The Defender, 2007 in Missionary Man, 2009 in Direct Contact und Command Performance, 2014 in Skin Trade, 2015 in Shark Lake, 2016 in The Demon Hunter sowie 2017 in Larceny und Zombie Shooter. Die beiden Schauspieler verbindet eine langjährige Freundschaft.
Daneben trat Chalke als Episodendarsteller in den Fernsehserien Front Seat Chronicles und The Circuit 2020 in Erscheinung. 2021 hatte er Besetzungen in den Filmproduktionen Ace & the Christmas Miracle und The American Connection. 2022 folgten Rollenbesetzungen in den Spielfilmen No Name & Dynamite, Renegades – Legends Never Die sowie in Losin’ It in der größeren Rolle des Dr. Albatross. 2023 spielte er im Actionfilm The Weapon und im Horrorthriller Clown Motel mit.

## Filmografie (Auswahl)

### Schauspiel
- 1993: Gunmen – Hetzjagd durch den Dschungel (Gunmen)
- 2004: Retrograde – Krieg auf dem Eisplaneten (Retrograde)
- 2004: The Defender
- 2007: Missionary Man
- 2008: Tony 5
- 2009: Direct Contact
- 2009: Command Performance
- 2014: Skin Trade
- 2014: Front Seat Chronicles (Fernsehserie, Episode 4x11)
- 2015: Shark Lake
- 2016: The Demon Hunter (Don’t Kill It)
- 2017: The Matadors
- 2017: Larceny
- 2017: Zombie Shooter
- 2017: Cops and Robbers
- 2017: Jet Lag Project (Fernsehfilm)
- 2019: Paradise Apartments (Fernsehfilm)
- 2020: Me, My Meds & Mother (Kurzfilm)
- 2021: The Circuit 2020 (Fernsehserie, Episode 1x02)
- 2021: Ace & the Christmas Miracle
- 2021: The American Connection
- 2022: No Name & Dynamite
- 2022: Renegades – Legends Never Die (Renegades)
- 2022: Losin’ It
- 2023: The Weapon
- 2023: Clown Motel

### Produktion
- 2015: Shark Lake
- 2016: The Demon Hunter (Don’t Kill It)